# ارتش آبی لهستان
ارتش آبی لهستان (انگلیسی: Blue Army)یا ارتش هالر، یک گروه نظامی لهستانی بود که در مراحل پایانی جنگ جهانی اول در فرانسه ایجاد شد. این نام از یونیفورم‌های نظامی آبی رنگ فرانسه گرفته شده است که توسط ارتش فرانسه استفاده می شد. این نام متعاقباً توسط خود ژنرال یوزف هالر فون هالنبورگ برای نشان دادن همه لژیون های تازه سازماندهی شده لهستانی که در اروپای غربی می جنگند پذیرفته شد.ارتش در ۴ ژوئن ۱۹۱۷ تشکیل شد و از داوطلبان لهستانی تشکیل شد که در طول جنگ جهانی اول در کنار نیروهای متفقین در فرانسه خدمت می کردند.این نیرو ها نقشی اساسی در تضمین پیروزی لهستان در جنگ لهستان و اوکراین ایفا کرد و بعداً نیروهای هالر در جریان شکست لهستان از نیروهای بلشویک در طول جنگ لهستان و شوروی شرکت کردند.با این فرض که برخی از یهودیان با دشمنان لهستان همکاری می‌کردند در طول نبرد در جبهه اوکراین، سربازان در صفوف ارتش آبی به بخش‌هایی از ساکنان یهودی محلی حمله کردند.